# Dżudajda
Dżudajda Al-Matin (arab. جديدة المتن; ang. Jdeideh El Matn) – nadmorskie miasto w Libanie, 7 km od Bejrutu, siedziba władz dystryktu Kada Al-Matin. Większość jego mieszkańców stanowią chrześcijanie.